# Vampire : La Mascarade - Rédemption
Vous lisez un « article de qualité » labellisé en 2016.

Version anglaise du logo du jeu.

Vampire : La Mascarade - Rédemption (Vampire: The Masquerade – Redemption en anglais, aussi appelé simplement Vampire, parfois Redemption ou VTM:R) est un jeu vidéo d'action-RPG développé par Nihilistic Software et édité par Activision en juin 2000 en Europe et aux États-Unis sur PC, puis en novembre 2001 sur Mac. Le jeu s'inscrit dans l'univers de fiction du Monde des ténèbres de White Wolf Publishing. Plus précisément, il s'inspire du jeu de rôle papier Vampire : La Mascarade mais avec un style toutefois beaucoup plus orienté vers l'action et le combat, se rapprochant du porte-monstre-trésor en ne conservant de l'original que la toile de fond qui sert au scénario. À ce titre, il est souvent comparé aux deux premiers épisodes de la série Diablo.
Vampire : La Mascarade - Rédemption met en scène les aventures de Christof Romuald, un croisé français du XIIe siècle qui revit sous la forme d'un vampire après son décès. Le jeu suit ce personnage durant plusieurs siècles et sur plusieurs lieux, depuis Prague et Vienne au XIIe siècle jusqu'aux Londres et New York du monde moderne, à la recherche de son humanité perdue et de la religieuse Anezka, sa bien-aimée kidnappée. Le joueur incarne le protagoniste dans une vue à la troisième personne. Le scénario est linéaire, offrant au joueur des missions qui lui permettent de progresser dans l'arc narratif, mais ne comporte aucune quête secondaire. Le jeu inclut aussi un mode multijoueur appelé Conteur, qui permet à un joueur de créer une intrigue et une quête complète pour un groupe de joueurs, laissant la possibilité au conteur de modifier le déroulement de jeu dynamiquement en fonction de leurs actions dans le jeu.
Le développement du jeu débute en avril 1998, puis s'étale sur une période de 24 mois, avec une équipe de douze personnes et un budget total avoisinant 1,8 million de dollars. Poussé par des contraintes de temps, Nihilistic Software livre un jeu imparfait à plusieurs niveaux. Néanmoins, pendant son développement, Vampire est considéré comme le renouveau du jeu vidéo de rôle et reçoit la récompense du meilleur jeu de rôle au Game Critics Awards lors de l'E3 1999.
Rédemption est ainsi très attendu mais il reçoit à sa sortie un accueil mitigé par la presse, les journalistes étant globalement déçus du résultat final, louant les graphismes du jeu et ses fonctionnalités multijoueur mais critiquant la qualité de l'histoire et des combats. Le jeu connaît un succès assez important pour mériter la création d'une suite sortie en novembre 2004, nommée Vampire: The Masquerade - Bloodlines, suite indirecte qui partage le même univers fictionnel.

## Trame

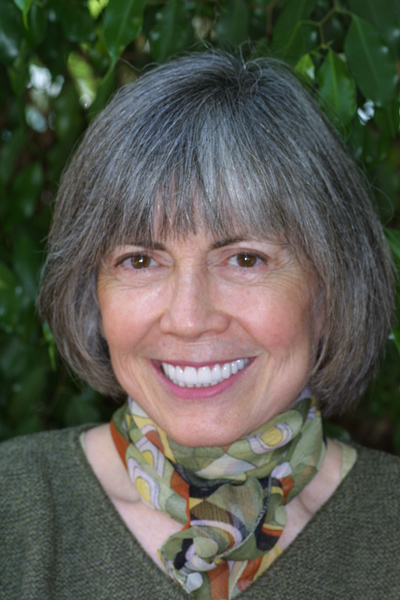
Le Monde des ténèbres est un univers notamment très imprégné de celui des romans d'Anne Rice.

### Univers
Vampire : La Mascarade - Rédemption s'inscrit dans l'univers du jeu de rôle Vampire : La Mascarade, issu de l'univers de fiction du Monde des ténèbres de White Wolf Publishing.

#### Monde des ténèbres
Le Monde des Ténèbres est un univers gothique-punk s'appuyant sur un contexte fantastique contemporain qui est la base commune de plusieurs jeux de rôle dans une cinquantaine de livres, comme Vampire, Loup-garou, Mage, Momie, Vampires d'Orient, Changelin, Wraith et Exterminateur. C'est la deuxième licence de jeu de rôle papier en termes de notoriété, derrière Donjons et Dragons,. L'univers du Monde des ténèbres, composé d’influences fantastiques et d'horreur, comme celui d'Anne Rice, met l'accent sur les interactions entre les personnages, politique et émotions en premier lieu, et sur des concepts adultes comme la sexualité. Tous les jeux de la série, centrés sur le storytelling, sont liés par un système de règles similaires et compatibles. Les luttes entre loups-garous, vampires et mages influencent le monde des hommes,,.

#### Vampire: La Mascarade
Vampire : La Mascarade est le premier jeu de l'univers du Monde des ténèbres et le plus célèbre d'entre eux, utilisant un concept de jeu appelé La Mascarade. Ce système de jeu est à mi-chemin entre le jeu de rôle papier et le jeu de rôle grandeur nature. Ce principe met en avant l'histoire et sa narration, sans mettre de côté l'utilisation d'un système de règles sérieux.
Depuis le Dracula de Bram Stoker en 1897, les mythologies sur les vampires sont rentrées dans la culture populaire par le biais de centaines de livres ou de films. Cependant, ils ont été représentés sous des stéréotypes selon lesquels les vampires sont des hommes élégants et distingués, vêtus de capes passées de mode. Le Monde des ténèbres et Vampire : La Mascarade, tout comme les romans d'Anne Rice, ont fait évoluer ces stéréotypes rendant les vampires plus populaires et sympathiques. Les vampires ne sont plus des brutes déchaînées mais vivent dans le monde des humains en tant qu'êtres vivants aux relations sociales complexes. Inspirés de la mythologie, d'enseignements religieux et de sources fictionnelles, les vampires du Monde des ténèbres qui hantent le monde occidental à l'ère moderne sont tous des descendants de Caïn. Caïn tue son frère, puis est maudit par le biais du vampirisme par Dieu. Il côtoie Lilith, l'ancienne femme d'Adam avant Ève, qui lui apprend des pouvoirs mystiques supplémentaires. Ces pouvoirs, ainsi que les particularités physiques naturelles et spécifiques des vampires, constituent des disciplines vampiriques. Lassé de sa solitude, Caïn crée une deuxième génération de vampires qui, à son tour, en crée une troisième composée de treize vampires. La dernière génération, réputée pour avoir des pouvoirs divins, est également connue sous le nom des Antédiluviens (ayant survécu au déluge de Noé). Elle fonde treize clans primaires de vampires et extermine la deuxième génération. Les Antédiluviens ont disparu depuis des siècles mais jouent un rôle important dans l'univers du Monde des ténèbres. Les treize clans ont entamé des luttes les uns contre les autres, connues sous le nom du Jyhad. Les traditions vampiriques prédisent un événement apocalyptique connue sous le nom de la Géhenne, mythe selon lequel les anciens Antédiluviens vont réapparaître et exterminer la totalité de leurs descendants ainsi que la civilisation humaine,.
Ainsi, les vampires vivent cachés parmi les humains depuis plusieurs siècles, sans que personne s'en rende compte : de là vient la notion de mascarade. Il existe deux principaux courants de pensée chez les vampires : la Camarilla, qui cherche principalement à préserver la clandestinité des vampires et à se dissimuler au milieu des villes humaines, et le Sabbat, qui cherche à renverser l'humanité. Certains clans de vampires neutres ne rentrent pas dans ces deux courants ; même s'ils appartiennent tous à l'un des treize clans existants, ce sont des familles de vampires rattachées par des liens de filiation. Chacun des clans a des disciplines ou pouvoirs vampiriques propres, des idées et moyens d'actions privilégiés, ainsi que des faiblesses particulières. Le croisement entre appartenance de clan et appartenance de secte permet de mettre en scène des personnages extrêmement variés dans leurs identités et motivations.

### Contexte
Comme son homologue papier, le scénario de Vampire : La Mascarade - Rédemption est principalement basé sur les interactions sociales entre les différents clans. Le jeu s'inscrit dans l'univers du Monde des ténèbres, où il dépeint un monde où les humains coexistent avec des vampires, des loups-garous, des démons et d'autres créatures influençant toute l'histoire de l'humanité,. L'histoire écrite par l'équipe de Nihilistic Software en collaboration avec Daniel Greenberg, concepteur de jeu de rôle chez White Wolf Publishing, permet au joueur d'incarner des vampires descendants de Caïn et dotés de pouvoirs immenses, membres de clans aux objectifs variés, possédant tous des particularités et capacités propres.
Christof Romuald est un chevalier de l'Église, transformé en vampire du clan Brujah,. À partir du moment où sa foi disparaît, Christof est forcé de remettre en question sa compréhension du bien et du mal alors qu'il s'acclimate à sa nouvelle nature. L'unique élément qui relie Christof à l'humanité est la religieuse Anezka, une humaine avec une âme pure qui aime profondément Christof malgré sa transformation.
Les événements de Vampire se déroulent durant deux périodes temporelles différentes : au XIIe siècle à Prague et à Vienne et à la fin du XXe siècle à Londres et à New York. En tant que membre du clan Brujah sous le règne d'Ecaterina la Sage, Christof s'allie avec Wilhem Streicher, le Gangrel Erik et la Cappadocienne Serena lors de ses voyages à travers le Prague du XIIe siècle. Christof continue sa quête à la fin du XXe siècle, allié avec le Brujah Pink, l'esclave Toreadors Lily et le Nosferatu Samuel. Durant ses pérégrinations, Christof entre en conflit avec Vukodlak, un puissant vampire Tzimisce, principal antagoniste de l'histoire, qui veut anéantir les Antédiluviens et prendre leur pouvoir pour lui-même. Piégé dans un sommeil mystique par ceux qui s'opposent à ses desseins, Vukodlak ordonne à ses disciples de l'aider à le ressusciter.

### Scénario
En l'an 1141 à Prague, le croisé Christof Romuald est blessé au combat et se remet de ses blessures dans une église où il est pris en charge par une religieuse appelée Anezka. Ils tombent instantanément amoureux l'un de l'autre mais ne peuvent vivre pleinement leur amour à cause de leurs engagements envers Dieu. Peu de temps après, Christof entre dans une mine d'argent située à proximité de Prague pour tuer un monstrueux vampire Tzimisce qui tourmente la ville et ses habitants. La victoire de Christof est remarquée par les vampires locaux, dont Ecaterina la Sage, qui le transforme en vampire pour empêcher un autre clan de le récupérer,.
Christof est d'abord méfiant mais il accepte finalement d'accompagner le serviteur d'Ecaterina la Sage, Wilhem, dans une mission afin d'acquérir la maîtrise de ses nouveaux pouvoirs vampiriques. Il rencontre ensuite Anezka mais refuse de l’entacher avec son état maudit. Au refuge d'Ecaterina, les Brujahs annoncent à Christof qu'une guerre est imminente entre les clans Tremere et Tzimisce, ce qui provoquera la mort de tous les humains qui y seront impliqués. Wilhem et Christof gagnent les faveurs de la population locale juive et des Cappadociens qui dépêchent auprès d'eux Serena, un membre de leur clan, pour servir la cause Brujah. Le Ventrue prince Brandl raconte au groupe que les Tremeres enlèvent des humains pour les envoyer à Vienne dans le but de les transformer en goules dépendantes et dopées au sang de vampire afin qu'elles deviennent leurs serviteurs et soldats contre les Tzimisces,. Le groupe infiltre la fondation Tremere d'Ardan et libère le Gangrel Erik qui se joint à eux. Ardan apprend à Christof qu'Anezka a visité les clans Tremere et Tzimisce puis le palais de Hexe pour essayer d'obtenir la rédemption de Christof. La coterie se rend à Vienne en quête des esclaves, notamment auprès du comte Orsi, puis jusqu'au palais de Hexe où le chef Tremere Etrius transforme Erik en gargouille, forçant Christof à le tuer. Etrius révèle que les Tzimisces ont enlevé Anezka et les esclaves près de Prague.
De retour à Prague, Christof trouve les Tzimisces au château de Vysehrad alors que l'existence des vampires est dévoilée aux humains. Ceux-ci lancent un assaut sur l'édifice pour les exterminer. Cependant, Christof, Wilhem et Serena infiltrent le château et trouvent le puissant et somnolent Vukodlak qui a asservi Anezka et l'a transformé en goule. Anezka repousse Christof et prépare la résurrection de Vukodlak mais les assauts extérieurs font effondrer le château sur eux. Christof tombe alors dans une torpeur qui le tient endormi pendant 800 ans.
En 1999, l'Ordre de Léopold réalise des fouilles sur le site du château de Vysehrad. Ils y récupèrent le corps de Christof et l'amènent à Londres où il est réveillé par une voix féminine. Il apprend alors que les événements qui se sont déroulés en 1141 à Vysehrad et le soulèvement des humains qui en a découlé a redistribué les cartes. Les vampires sont maintenant divisés en deux courants : la Camarilla qui cherche à se cacher de l'humanité et le Sabbat qui cherchent à retrouver la domination sur celle-ci. Les fouilles réalisées par l'Ordre de Léopold ont également permis aux partisans de Vukodlak de regagner Vysehrad. Christof réussit à prendre la fuite et rencontre Pink qui accepte de l'aider. Ils apprennent que le clan Séthite expédie régulièrement la contrebande de Vysehrad ainsi que des armes et de l'héroïne à New York. Infiltrant un bordel Séthite pour obtenir des informations, ils libèrent Lily, une prostituée asservie du clan Toréador qui se joint à eux et tuent la leader Séthite Lucretia.
Christof, Pink, et Lily arrivent à New York à bord du navire expédiant la contrebande. Ils sauvent le Nosferatu Samuel du Sabbat qui se joint au groupe et infiltrent l'entrepôt de stockage des Giovannis où est stocké la terre et les pierres du château de Vysehrad. Là, ils retrouvent Wilhem qui fait maintenant partie du Sabbat à la suite de l'effondrement du clan Brujah. Wilhem révèle alors que Pink est un Assamite travaillant pour Vukodlak. Pink s'enfuit et Wilhem rejoint Christof qui espère récupérer son humanité sacrifiée pendant les 800 précédentes années. Christof, Wilhem, Lily et Samuel découvrent que Vukodlak est caché sous l'église dans la Cathédrale de Chair et qu'Anezka lui est encore asservie. Dans la cathédrale, le groupe constate que Vukodlak est ressuscité. Il essaye alors d'enrôler Christof en lui offrant Anezka et révèle qu'elle est complètement dépendante de son sang et qu'elle mourra sans celui-ci. Christof refuse et après une première bataille, Vukodlak enferme le groupe dans les tunnels sous la cathédrale. Christof découvre alors le Mur de la mémoire qui renferme les pensées secrètes d'Anezka, montrant qu'elle continuait à espérer alors que Vukodlak trouvait de nouvelles façons de la salir et de la tourmenter. Elle avait finalement sacrifié son innocence pour gagner la confiance de Vukodlak, utilisant sa position pour retarder sa résurrection durant des centaines d'années jusqu'à ce qu'elle ne puisse plus avoir aucune autre possibilité, son seul recours étant la prière en espérant le retour de Christof. Après ces révélations, le groupe se rend dans le cœur de la cathédrale et combat Vukodlak.
La fin de Vampire : La Mascarade - Rédemption varie en fonction de la quantité d'humanité que Christof a conservé à la fin du jeu : grande, Christof se réconcilie avec Anezka et la transforme en vampire, lui épargnant la mort ; modérée, il se rend à Vukodlak, devient une goule et se fait trahir par son nouveau maître qui l'oblige alors à assassiner Anezka ; minime, il tue Vukodlak en buvant son sang, abandonne son humanité, dopé par le sang bu, et assassine Anezka, se complaisant dans son nouveau pouvoir.

### Clans
Comme dans le jeu de rôle papier, Vampire : La Mascarade - Rédemption comporte les sept clans de la Camarilla, les deux clans du Sabbat et les quatre clans neutres. Vampire comporte également l'Ordre de Léopold, des vampires chasseurs des temps modernes,.

#### Les clans de la Camarilla

Logo de la Camarilla

Les Brujahs sont des idéalistes qui excellent dans le combat ; ils sont pour cela considérés comme des guerriers ou des criminels. Le clan a beaucoup évolué au cours de son histoire : au départ, il est composé de philosophes érudits ; de violents anarchistes deviennent néanmoins majoritaires dans le monde moderne. Considérés comme de la populace par le reste de la Camarilla, les Brujahs servent depuis longtemps de conscience à la société caïnite. Une majorité de Brujahs servent de guerriers pour la Camarilla. Dans le besoin, ils peuvent utiliser leur propre sang, ce qui leur permet de devenir plus forts et plus rapides. Leurs pouvoirs sont basés sur le corps.
D'autres clans font également partie de la Camarilla. Les Gangrels sont de féroces guerriers, des solitaires en accord avec leur nature animale ; ils sont métamorphes et excellent dans le combat de mêlée. Les Malkaviens sont quant à eux soit maudits et fous, soit bénis et perspicaces, mais ils possèdent tous une intelligence vive et souffrent de diverses formes de démence. Pour leur part, les monstrueux et hideux Nosferatus sont condamnés à vivre dans l'ombre pour éviter les humains ; vivant dans les égouts et les recoins les plus sombres, leur discrétion est leur force, leur permettant d'être de fins indicateurs et des assassins de l'ombre. Également très secrets, les Tremeres, nés de rituels mystiques et de diableries, sont les vampires les moins dignes de confiance et exercent la magie du sang ; leur force réside dans leurs attributs mentaux. À l'inverse, les Toreadors, artistes du Monde des ténèbres, sont les vampires ayant le plus d'humanité et ont la passion de l'art ; leur force réside dans les relations sociales. Enfin, les Ventrues sont des nobles et puissants, vertueux et honorables dirigeants, à l'échelon le plus élevé de la société vampirique ; ils sont pour certains vus comme des aristocrates égoïstes,,,,.

#### Les clans du Sabbat
Les Lasombras sont les dirigeants du Sabbat : c'est un clan sophistiqué qui s’épanouit dans la prière pour la société humaine et sa manipulation. Ils sont sans scrupule, se croient supérieurs aux autres clans et estiment être l'aboutissement ultime de l'évolution caïnite. Bien qu'ils aient de la pitié pour les autres clans, ils ne supportent pas les faibles et cherchent toujours à tourmenter les plus inoffensifs. Pour leur part, le clan des Tzimisces, très présent durant la rédemption, a notamment créé de redoutables bêtes défigurées. Ils sont très intelligents et possèdent un sens tactique développé mais sont aussi de féroces vampires connus pour leur méchanceté et leurs méthodes sauvages et bestiales,,,.

#### Les clans neutres
D'autres clans peuvent également être rencontrés dans le jeu. Ainsi, le clan indépendant des Assamites, des vampires assassins, sont des mercenaires meurtriers qui apprécient particulièrement d'attaquer d'autres vampires. La famille des Giovannis les ont précédés en exterminant leurs ancêtres les Cappadociens pour prendre les commandes du clan ; possédant des compétences dans la nécromancie et ayant subi des transformations radicales au cours de la Rédemption, ils sont mystérieux et respectés mais sont cependant rejetés par les autres clans à cause de leur noirceur d'âme. Pour leur part, les Ravnos sont un clan d'espiègles escrocs nomades. Enfin, le clan des Séthites rassemble des vampires perfides et détestés par tous les autres clans : ils croient que le dieu de l'ancienne Égypte Seth est leur fondateur antédiluvien ; ils ne sont pas intéressés par la politique du monde vampirique et leur seule préoccupation est la corruption de l'Humanité, en utilisant de la drogue, la luxure ou les autres péchés capitaux,,,.

### Personnages

#### Coterie

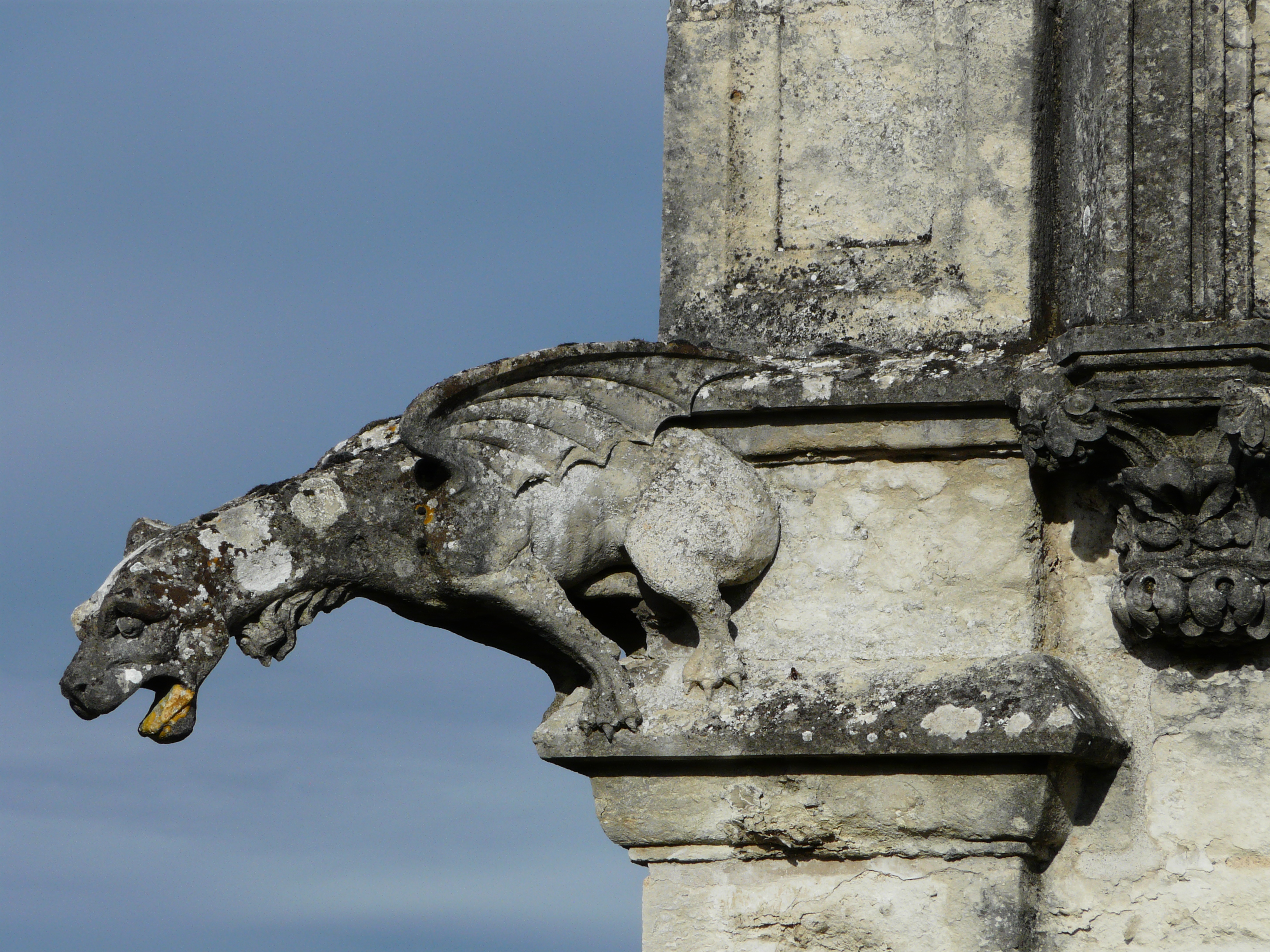
L'allié Erik du clan Gangrel est transformé en gargouille vivante par le chef Tremere Etrius dans le palais de Hexe.

Christof, le protagoniste de l'histoire, est un fier et preux croisé français. Il est transformé en vampire alors qu'il tombe éperdument amoureux d'Anezka puis intègre le clan Brujah dirigé par Ecaterina. Il est adroit et charismatique et utilise les disciplines Célérité, Puissance et Présence,. Whilem, qui fait partie du clan Brujah, l'épaule dans sa nouvelle vie de vampire. C'est son mentor et c'est un allié précieux au combat. S'il est aussi adroit, il possède également une grande force ; il utilise également les disciplines Célérité, Puissance et Présence,. Serena, quant à elle, est une Cappadocienne élève de Garinol qui aide Christof dans ses quêtes, notamment à Prague. Même si elle est peu adroite et d'une faible force physique, elle révèle des atouts d'intelligence et d'esprit. Comme tous les membres de son clan, elle est fascinée par la mort. Elle maîtrise les disciplines Endurance, Mortis et Augure,. Erik propose son aide à Christof alors qu'il le sauve dans un laboratoire Tremere. Si c'est une brute épaisse et un puissant guerrier faisant partie du clan Gangrel, son intelligence et son esprit sont néanmoins limités. Il est à l'aise dans les disciplines Animalisme, Endurance et Protéisme,.
D'autres personnages font également partie de la coterie : Pink, Brujah du XXe siècle, adroit et doué d'une bonne perception, mais au charisme limité, maîtrisant tout comme Christof et Whilem les disciplines Célérité, Puissance et Présence, ; Lily, d'une force physique plutôt faible mais excellant dans l'esprit, l'intelligence et la perception, auparavant chanteuse de New York, transformée en vampire Toreador vingt ans plus tôt et qui se joint à Christof dans le monde moderne, et Samuel, vampire du clan des Nosferatus, ayant beaucoup de vigueur et d'esprit, mais peu de charisme et d’apparence, maîtrisant les disciplines Animalisme, Présence et Occultation.

#### Personnages non-joueurs
Anezka, personnage non-joueur, est une religieuse qui tombe amoureuse de Christof. Elle est le seul lien de Christof avec l'humanité ; c'est par elle qu'il essaye de s'y raccrocher. Anezka est le leitmotiv du périple de Christof,. Du côté des vampires, Ecaterina la Sage est la dirigeante du clan Brujah et contrôle le quartier de la vieille ville à Prague. Ennemie des Tzimisces et des princes caïnites, elle suit la via humanitas et croit en l'homme et la coexistence entre les vampires et les humains. Elle espère que les vampires vont se racheter de leur malédiction en recréant le fabuleux âge d'or de l’ancienne Carthage où les vampires coexistaient ouvertement avec les humains. Cosmas en est son bras droit. Elle est rejointe par, Garinol, chef du clan Cappadocien : à la suite de la trahison de son infant Mercurio qui lui est révélée par Christof, il s'allie aux Brujahs. Prince Rudolf Brandl, chef des Ventrues, s'allie également aux Brujahs, même s'il a des accords avec les Tremeres.
D'autres personnages non-joueurs interagissent avec le joueur : Josef Zvi, Nosfératu et protecteur du quartier juif de Prague, qui permet à Christof d'emprunter les souterrains dont il dirige les entrées vers la cathédrale Saint Vitus ; Luther Black, Lasombra vivant à Vienne et ancien prêtre chrétien qui a gardé la foi malgré sa transformation, sacrifié par Christof à la demande du comte Orsi afin de lui permettre de pénétrer le palais de Hexe ; Dev/Null, Malkavien passionné d'informatique, qui aide Christof dans la ville de New York ; et Allesandro Giovanni, chef des Giovannis, dont le clan traite avec les Tzimisces, notamment pour récupérer les marchandises illégales en provenance d'Europe.

#### Ennemis
Dans Vampire : La Mascarade - Rédemption, divers antagonistes interviennent comme Leo Allatius, leader de l'Ordre de Léopold, un humain âgé de 300 ans qui a réussi à rallonger sa vie en consommant du sang de vampire, et Lucretia, le leader des Séthites. Christof croise également d'autres personnages comme le Comte Orsi, marchand d'esclaves humains et vampires, le Tremere Etrius, Mercurio, le Ventrue Prince Brandl, Vukodlak et Lucretia, dirigeante des Shéthites.
Le joueur est amené à combattre des vampires Tremeres, Tzimisces, Lasombras et Séthites, ainsi que des ennemis de toutes sortes, des monstres comme des golems, des goules humaines, rats ou araignées, des szlachtas, des loups-garous, des squelettes ou des zombies,,.

## Système de jeu

### Généralités
Vampire : La Mascarade - Rédemption s'inspire du jeu de rôle Vampire : La Mascarade, issu de l'univers de fiction du Monde des ténèbres de White Wolf Publishing, mais avec un style toutefois beaucoup plus orienté vers l'action et le combat que son modèle, se rapprochant du porte-monstre-trésor en ne conservant de l'original que la toile du fond qui sert au scénario. À ce titre, il est souvent comparé aux deux premiers épisodes de la série Diablo,.
Vampire est un jeu de rôle avec de grandes caractéristiques du jeu d'action, se déroulant en vue à la troisième personne. Nihilistic Software définit justement Vampire comme un action-RPG ; cependant, la narration prend une place importante dans Vampire : elle est réalisée à travers un très grand nombre de passages en cinématique avec des angles de caméra issus du cinéma et affichés avec le moteur de jeu. Au cours de ces cinématiques et lors des phases de dialogues, le joueur peut choisir sa réponse parmi deux à trois propositions mais le jeu reste linéaire et le choix du joueur n'influe pas sur l'histoire. Le personnage jouable, dont les actions et les déplacements se réalisent en pointer-et-cliquer, est affiché de dos, entièrement visible dans une vue à la troisième personne,,. La caméra peut être librement tournée autour du personnage en la poussant avec la souris sur un des quatre bords de l'écran,.
L’interaction est réalisée à l'aide de la souris et est adaptée et varie en fonction du contexte : par exemple, cliquer sur un ennemi engage le combat et cliquer sur une porte provoque son ouverture ou sa fermeture,. Quand le joueur place le pointeur de la souris sur un objet ou sur un personnage et qu'il passe en surbrillance, le pointeur change et le joueur peut alors interagir. Ce pointeur évolue en fonction du contexte : c'est une dague durant le jeu ou un déplacement ou un gant quand il est possible de ramasser un objet ; si le joueur peut combattre le personnage, le pointeur devient une épée ; s'il peut discuter avec un personnage, il devient un crâne ; si le joueur clique sur un mur ou sur une zone non-praticable, le pointeur de la souris se transforme en grosse croix. Par ailleurs, si le joueur clique au loin pour se déplacer en maintenant son clic, il peut changer de direction comme il le désire en déplaçant la souris : tant qu'il n'a pas relâché le bouton et tant que la carte permet les déplacements, le personnage se déplace, ; il n'y a pas de limite de profondeur et le joueur peut cliquer aussi loin qu'il veut pour que le personnage s'y rende. Si le joueur clique loin sur le sol, le personnage court, s'il clique près, le personnage avance doucement et avec prudence. Il n'est pas nécessaire d'appuyer continuellement sur le bouton « attaquer » de la souris : il suffit de cliquer une fois et de maintenir la pression pour arriver au même résultat. Un simple clic droit permet de lancer un sort et d'utiliser les objets tels que les potions ou les parchemins alors que le clic gauche permet de les sélectionner ou de les manipuler,.

### Coterie

#### Généralités, attributs et expérience
Le joueur peut diriger un groupe de quatre personnages maximum appelé coterie et spécifiquement incarner quand il le désire chaque personnage en contrôlant ses actions, comme attaquer un ennemi au corps à corps ou utiliser ses pouvoirs spécifiques. L'arrivée des nouveaux équipiers est intégrée à l'histoire et le joueur n'a pas besoin de choisir ou chercher les membres de la coterie qu'il va a fortiori rencontrer. Quand le joueur dirige le personnage principal, l’intelligence artificielle dirige les autres personnages du groupe,. Si des items sont placés dans les raccourcis prévus à cet effet, l'IA des personnages les utilise. Le joueur peut en un clic et à tout moment choisir et changer le comportement des personnages de la coterie, décomposé en trois modes : défensif, neutre ou offensif. À cause de leur condition de vampire, le personnage principal, les alliés et les ennemis sont susceptibles de subir des dommages à cause des rayons de soleil.
Chaque personnage comporte neuf attributs comme dans le jeu de rôle papier que le joueur peut faire progresser au fil du jeu et de ses besoins, : force, dextérité, vigueur, intelligence, astuce, perception, charisme, apparence et manipulation,,,. Cependant, le système de capacités détaillé inclus dans le jeu de rôle qui classe les personnages dans une gamme de talents, compétences et de connaissances n’est pas intégré.
Les points d'expérience sont gagnés en remplissant des objectifs et grâce à la défaite des ennemis. Ces points peuvent être utilisés pour débloquer ou améliorer des disciplines et augmenter chaque caractéristique des personnages, comme la force ou l'habileté,. Le joueur peut bénéficier et augmenter des points d'expérience qu'il a amassés et faire progresser ses attributs ou ses disciplines à tout moment, quand il le désire, dans son refuge. Le jeu ne permet pas de développer toutes les caractéristiques et disciplines : le joueur doit donc faire des choix stratégiques concernant les éléments à améliorer.

#### Sang, dégâts, humanité et frénésie

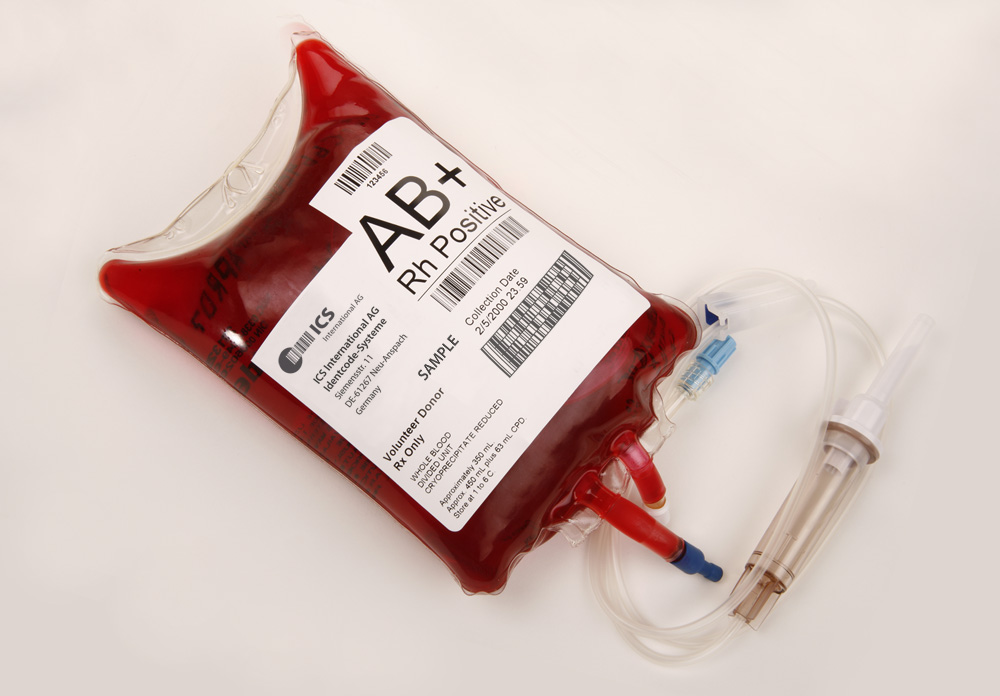
Le personnage peut se réapprovisionner en sang grâce à divers conteneurs comme des poches de sang (appelés sac de plasma).

Lorsque Christof est humain, il possède une barre de santé, de mana, de foi et d'humanité, mais dès qu'il est transformé en vampire, les barres de mana et de foi sont respectivement remplacées par les barres de sang et de frénésie. La quantité de sang est réduite quand le joueur est blessé au combat ou s'il utilise des disciplines. Elle ne peut être alimentée que par une prise directe sur les êtres vivants,,, y compris sur les alliés, ou par le biais de conteneurs de sang, tels des bouteilles et des sacs de plasma : le sang fonctionne finalement comme la mana dans d'autres jeux de rôle.
Il y a trois niveaux de dégâts infligés ou que l'on peut infliger : contondants, létaux ou aggravés. Chaque coup ôte une quantité variable de points de vie. Si la barre de vie tombe à zéro, le personnage rentre dans une léthargie de laquelle seuls ses compagnons peuvent le sortir. Si le personnage perd une trop grande quantité de sang ou de vie, il peut rentrer dans une frénésie et devient alors incontrôlable. En plus de ces trois types de dégâts, le jeu intègre d’autres catégories spéciales de dégâts considérés comme aggravés pour lesquels tous les personnages sont sensibles ou résistants : l’électricité, le froid, le feu, la lumière du jour et les éléments sacrés.
Le personnage bénéficie cependant d'une capacité d’absorption lorsqu'un coup est porté sur lui et une partie des dégâts est minimisée en fonction de trois critères : l'armure qui réduit les trois types principaux de dégâts à l'exception des dégâts spécialisés, la vigueur qui réduit les dégâts contondants et létaux, les dégâts contondants étant réduits seulement si Christof est humain, et l'endurance qui réduit principalement les dégâts aggravés mais aussi les dégâts contondants et létaux. Certaines des protections et des équipements permettent d'augmenter les statistiques d'absorption d'armure, de vigueur et d'endurance, les dégâts, qu'ils soient principaux ou spéciaux, ou les attributs des personnages.
Tout au long du jeu, le joueur doit gérer son humanité au détriment de son désir irrésistible de sang. Si le joueur boit le sang d'un innocent jusqu'à sa mort ou s'il engage d'autres actions négatives, cela réduit l'humanité du personnage, augmentant la probabilité d'entrer dans une frénésie quand les personnages sont blessés ou quand ils ont un bas niveau de sang. Au cours de cette frénésie, ils peuvent attaquer indistinctement les alliés ou les ennemis. Plus cette frénésie est importante, moins le joueur a de contrôle sur le personnage : l'intelligence artificielle prend ainsi le relais, avec des décisions souvent inadéquates,,,.

### Équipement
L'adaptation de l’univers vampirique de With Wolf Publishing par Nihilistic Software comporte quelques particularités. Par exemple, planter un pieu dans le cœur d'un vampire ne fait que l'immobiliser temporairement ; tuer un vampire grâce à des armes de guerre standard devient possible.
Le joueur peut utiliser toute une panoplie d'armes de longue portée et de combat rapproché, médiévales au XIIe siècle ou modernes au XXe siècle, comme des épées, des boucliers, des cottes de mailles, des arcs, des arbalètes, des marteaux, des massues, des hallebardes, des pieux en bois ou encore de l'eau bénite, mais aussi des fusils, des pistolets, des lance-flammes ou des gilets pare-balles. Le joueur a une attaque principale à sa disposition via le clic gauche de la souris, mais également une attaque secondaire via le clic sur la molette ou par le biais de l'appui de la touche Shift en complément de l'attaque principale. L'attaque secondaire est plus lente que l'attaque principale mais normalement plus puissante que celle-ci,,,,.
Les armes à distance nécessitent des munitions que le joueur peut ramasser sur les dépouilles de ses adversaires ou acheter dans les magasins, sous forme de chargeur, balle, cartouche ou barillet. Ces armes possèdent aussi une attaque secondaire, plus précise, mais à la fréquence moins élevée que l'attaque principale. Les armes à distance permettent également de viser un groupe de personnes et pas seulement un adversaire unique en appuyant simplement sur le bouton Alt en plus de celui de l'attaque.
Les armes sont disponibles en trois qualités et possèdent également plusieurs critères : non seulement leurs dégâts infligés peuvent être contondants, létaux ou aggravés, mais elles possèdent également des attributs de précision et de rapidité et la prise à une ou deux mains. Elles peuvent également influer sur les attributs du personnages, sur les dégâts spéciaux ou créer de la frénésie et nécessitent parfois un critère minimum dans certains attributs. Le joueur peut équiper les personnages avec des armures ou protections médiévales ou modernes qu'il a trouvées ou gagnées au combat, ce qui permet d'améliorer les capacités d’absorption des dégâts principaux mais aussi des dégâts spéciaux,.
Vampire permet au joueur de récolter de l'or dans divers coffres ou sur les dépouilles des ennemis. Les armes, les armures et les autres accessoires peuvent être achetés dans des boutiques situées dans les villes en utilisant l'argent ou en revendant des items récoltés sur les victimes ou dans les coffres,.

### Disciplines
Les disciplines, des pouvoirs vampiriques et magiques, sont utilisées pour compléter les attaques physiques. Il existe une quinzaine de groupes de disciplines et plus de 70 disciplines,,. Le champ d'utilisation des disciplines varie en fonction du clan des personnages. Chacune d'entre elles apporte d'autres avantages pendant le jeu,. Certaines disciplines permettent au joueur d'améliorer les capacités physiques du personnage comme la vitesse, la force et l'endurance. Le joueur peut aussi hypnotiser un ennemi ou une victime potentielle pour se nourrir, rendre le personnage jouable invisible, transformer le personnage jouable en brume, invoquer des serpents pour attaquer les ennemis, guérir ou ressusciter ses alliés, et se téléporter jusqu'à un refuge. Chacune des disciplines peut être améliorée, devenant une version plus puissante de la version en cours. Elles peuvent être mise à niveau jusqu'à cinq fois, augmentant les durées des capacités, l'ampleur des dégâts ou de leurs effets et leur coût d'utilisation. L'utilisation des disciplines, comme revigorer la santé des personnages, nécessite du sang.

### Interface
L'interface est bien conçue, limitée mais fluide, facile et agréable à utiliser,,,,. Toutes les fonctionnalités de l'interface peuvent être gérées à la souris grâce à un pointer-et cliquer similaire à celui de Diablo ; toutefois, certaines commandes possèdent des raccourcis clavier. Sur la gauche de l'interface, des boutons permettent au joueur de changer le comportement défensif, neutre ou offensif de sa coterie, ou de les regrouper. Quatre boutons situés en bas à gauche permettent d'accéder aux écrans d’inventaire, des sorts, des statistiques ou des missions, s'affichant sur la moitié de l'écran et sur la gauche ou la droite de l'écran. L'écran est donc parfois entièrement recouvert bien que le jeu continue encore à se dérouler. Un cinquième bouton permet d'afficher une carte du niveau en cours,. Le personnage principal et les ailiers sont représentés par des portraits animés, situés dans la partie centrale basse de l'écran, reflétant leur état physique ou émotionnel du moment comme la tristesse, la colère, la faim, ainsi que la présence de blessures ou des attaques comme lorsqu’ils sont poignardés dans le cœur et sont devenus immobiles. Au-dessus, est située une fenêtre dans laquelle s'affichent des messages durant le jeu, fenêtre également utilisée dans le mode multijoueur. La partie droite de l'interface offre des raccourcis vers des items et des disciplines grâce au glisser-déposer depuis son inventaire mais également depuis l'écran des disciplines, permettant à certains éléments sélectionnés d'être accessibles très rapidement pendant le jeu sans avoir besoin d'accéder à l'inventaire principal,. Le personnage possède quatre barres : santé, sang, frénésie et humanité lorsqu'il est un vampire. À droite de chaque barre de vie dans la partie centrale, un petit bouton en forme de diode de couleur verte permet de détacher ou de rattacher le personnage de la coterie ; le ou les personnages deviennent alors indépendants.
L'inventaire est basé sur une grille où l'occupation de chaque objet est définie, obligeant le joueur à gérer l'espace de stockage disponible.
La première version du jeu n'autorise les sauvegardes que dans les refuges du personnage ou par le biais d'une discipline qui téléporte le joueur à cet endroit. Le jeu sauvegarde par contre les données automatiquement à chaque chargement de carte. Cependant, la mise à jour 1.1 du jeu permet au joueur de sauvegarder ses données de jeu à tout moment dans le jeu.

### Mode de jeu

#### Solo
Le jeu suit une structure linéaire, basée sur un enchainement de 16 missions, mais ne comporte aucune quête annexe ou secondaire. Le joueur doit réaliser les différentes missions pour pouvoir obtenir progressivement l'accès à de nouvelles zones ou de nouvelles villes. Lors de chaque phase de dialogues, le jeu laisse au joueur la possibilité de choisir entre deux options mais la décision n'a pas d'influence sur le scénario préétabli et ne peut que rallonger les dialogues.
Le jeu est décomposé en deux actes, au XIIe siècle et au XXe siècle, et en quatre scènes, dans les villes de Prague et Vienne, puis à Londres et à New York). Le jeu est typiquement citadin. Les niveaux sont plutôt petits et très peu fréquentés, l'interaction y est limitée, tout comme l'exploration où les seules portes et accès disponibles correspondent au scénario linéaire proposé. Les villes sont peu peuplées et ne comportent que quelques passants. Toute action qui peut paraître anormale comme attaquer des humains, sucer le sang d'un innocent ou utiliser des armes ou des pouvoirs vampiriques, peut attirer l'attention de la police locale,. À partir du moment où Christof devient un vampire, toutes les missions se déroulent la nuit. Lors du changement d'époque, le gameplay reste identique même si les graphismes, les décors, les armes et les habits évoluent,.

#### Multijoueur
Le mode multijoueur est possible en LAN et sur internet via les fonctionnalités du service WON de Won.net, jusqu'à quatre joueurs simultanément, et fait néanmoins la part belle au hack 'n Slash. Il propose deux chroniques déjà rédigées, une à Prague et une à New York, cinq niveaux vides que les conteurs peuvent personnaliser et un système de salon qui permet de chatter,. Le jeu en multijoueur permet de jouer avec les armes et les disciplines du mode solo contre d'autres joueurs ou contre les ennemis du mode solo. Pour jouer en multijoueur, le joueur doit créer un personnage en choisissant son apparence et le type humain, goule ou vampire, puis choisir son clan, influençant ainsi sur ses disciplines,.
Le multijoueur de Vampire permet aux participants de jouer ensemble à un même scénario. Un des joueurs devient le conteur et guide les autres à travers un scénario. Il peut également utiliser les fonctionnalités multijoueur pour créer de nouveaux scénarios via l'interface Conteur. Cette interface est d'apparence identique à celle du mode solo mais tous les boutons diffèrent ; elle comporte une multitude de fonctionnalités qui permet au conteur de déterminer quels items, monstres ou personnages seront inclus, ainsi que leur placement. Il peut également modifier les statistiques des personnages comme les points d'expérience, l'habileté et les disciplines. Par ailleurs, le conteur peut contrôler n'importe quel personnage dans le jeu. Il peut finalement manipuler l'environnement de jeu alors que les autres joueurs ne font que le traverser,,,,.

## Développement

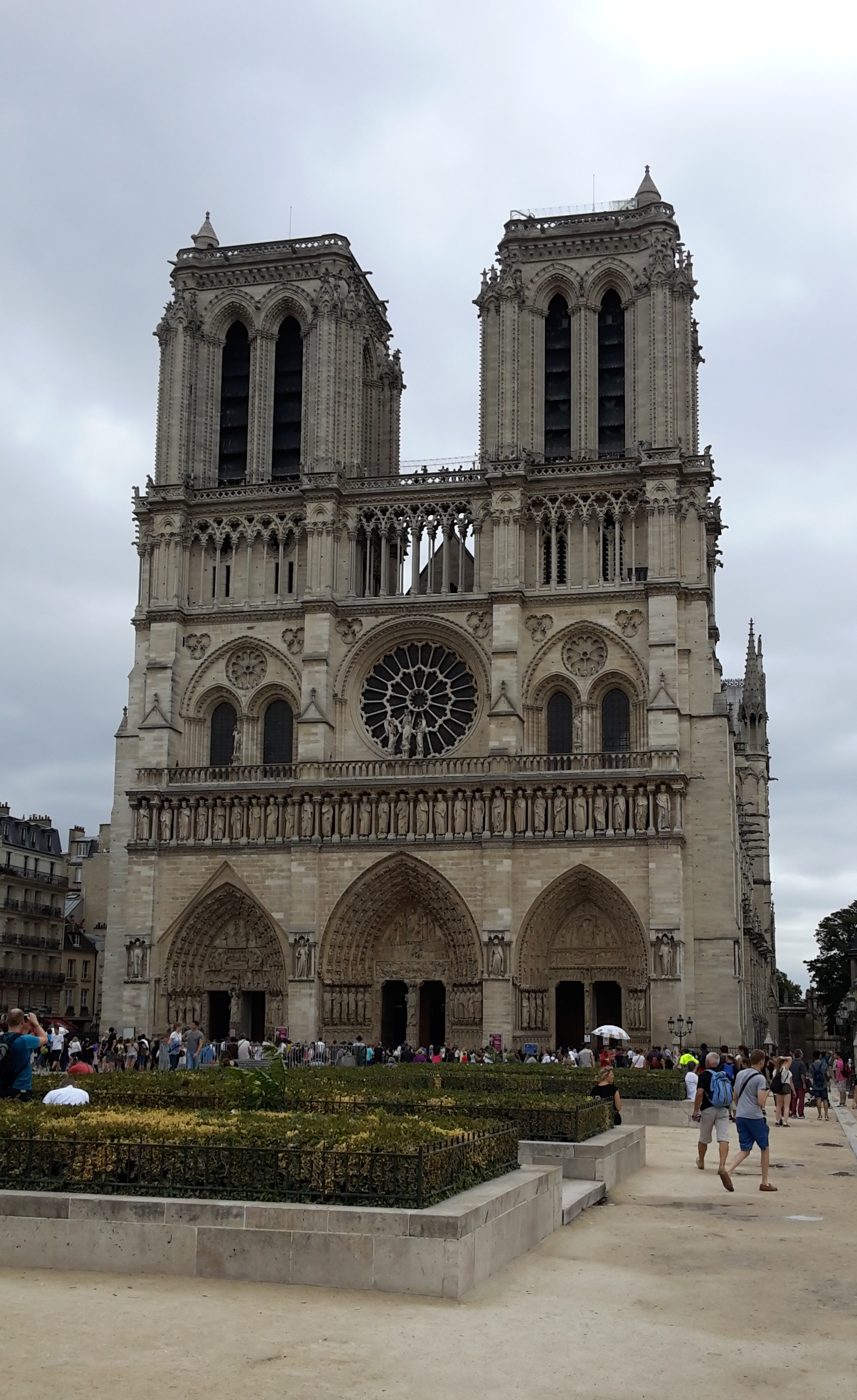
Cathédrale Notre-Dame de Paris. Les décors du jeu sont principalement de style. Avant d'obtenir la licence du Monde des ténèbres, Nihilistic Software développe un RPG très fortement imprégné d'ambiance gothique, puis adapte son projet au Monde des ténèbres.

### Genèse
Nihilistic Software commence le développement de Vampire : La Mascarade - Rédemption en avril 1998, peu de temps après la fondation de l'entreprise en mars de la même année par trois développeurs. Le développement est annoncé pour la première fois en mars 1999 et la sortie est prévue pour la fin de l'année, en novembre 1999,. Avec l'intention de s'éloigner des jeux en vue à la première personne auxquels l'équipe a préalablement participé dans d'autres entreprises, Nihilistic Software prépare un design et une histoire d'un RPG futuriste, avec une esthétique gothique et des thèmes similaires à ceux utilisés dans la série de jeux de rôle Vampire : La Mascarade,. Nihilistic Software présente ses avancées à plusieurs éditeurs, dont Activision qui détient alors la licence du Monde des ténèbres de White Wolf ; en outre, l'équipe de Nihilistic Software aime la façon dont Activision gère le marketing de ses produits. Trois semaines plus tard, l'accord est passé et le projet est modifié pour coller à la série des Vampire et devient le design original pour Vampire : La Mascarade - Rédemption,,. L'approbation de John Carmack, fondateur d'Id Software, ainsi que l'attrait de la licence Monde des ténèbres pousse Nihilistic Software à se décider à travailler avec Activision. Pendant le développement du jeu, White Wolf estime que Vampire est la renaissance du jeu de rôle et la presse laisse courir des rumeurs flatteuses sur le jeu, à l'appui de diverses previews séduisantes.
Activision fournit un budget de 1,8 million de dollars, montant volontairement faible : le projet est gérable par Nihilistic Software mais permet à Activision de réduire les risques en cas de défaillance de l'équipe de développement qui est relativement inexpérimentée dans le domaine des jeux vidéo de rôle.
La direction de Nihilistic Software place l'ensemble de l'équipe dans un environnement composé d'une pièce unique, sans murs ni portes et bureaux, estimant que cela forcera les différentes équipes à communiquer et que cela permettra à chaque division de répondre immédiatement aux requêtes des autres, permettant ainsi de gagner des heures ou des jours de développement. L'histoire de Vampire est élaborée avec la participation de White Wolf, le scénario est co-écrit avec Daniel Greenberg, un des écrivains du jeux de rôle original Vampire : La Mascarade,.

#### Équipe de développement
Nihilistic Software est composé d'une équipe de douze personnes à la fin du développement ; au départ, l'équipe était composée de onze personnes, mais un développeur est engagé pour encoder les milliers de données nécessaires au jeu. L'équipe de développement comprend notamment le président et CEO de Nihilistic Software et coordinateur du projet Ray Gesko, le programmeur principal Rob Huebner, le designer d'univers Steve Tietze, le level designer Steve Thoms, l'artiste principal Maarten Kraaijvanger et l'artiste Yujin Kiem, le technicien d'art 3D Anthony Chiang, et les programmeurs Yves Borckmans et Ingar Shu,.
Ray Gresko participe au développement de Dark Forces et Jedi Knight en tant que programmeur principal puis commence le développement de Star Wars, épisode I : La Menace fantôme mais quitte l'entreprise pour monter Nihilistic Software. Il décide de s'entourer de professionnels ayant l'expérience du développement de jeux vidéo. Robert Huebner travaille sur Descent et Descent II, puis collabore avec Ray Gresko sur Jedi Knight avant de rejoindre Blizzard Entertainment pour travailler sur StarCraft et de quitter l'entreprise pour fonder Nihilistic Software. Steve Tietze travaille chez Rogue Entertainment sur Quake Mission Pack 2: Disolution Of Eternity et Quake II: Ground Zero avant de rejoindre Huebner et Gresko pour fonder Nihilistic Software. Steve Thoms est connu pour son travail sur Quake II: Ground Zero, Maarten Kraaijvanger pour Requiem: Avenging Angel, Yujin Kiem pour Requiem: Avenging Angel, Yves Borckmans et Ingar Shu pour Jedi Knight et Indiana Jones et la Machine infernale et Anthony Chiang pour son travail chez LucasArts sur Star Wars: Force Commander,.

#### Intervenants extérieurs
La petite taille de l'équipe oblige Nihilistic Software à s'appuyer sur huit entrepreneurs externes pour créer des éléments que l'équipe ne peut pas réaliser,. Nick Peck est choisi sur la base de ses précédents travaux sur Grim Fandango (1998) afin de créer les effets sonores, des musiques d'ambiance et des enregistrements vocaux supplémentaires. Kevin Manthei, qui a travaillé sur les films Scream 2 et The Faculty ainsi que plusieurs jeux vidéo, fournit la partition musicale utilisée durant les phases de jeu se déroulant au XIIe siècle tandis qu'un duo originaire de San Francisco, Youth Engine, crée la partition des phases de jeu du XXe siècle. Certains travaux artistiques ont également été confiés : Peter Chan, connu pour Day of the Tentacle (1993) et Grim Fandango ou pour les films Star Wars, épisode I : La Menace fantôme ou Fourmiz, développe le concept art pour déterminer l'aspect des environnements de jeu ; Patrick Lambert développe des concepts de personnages et de dessins en couleur destinés aux modeleurs et aux animateurs. Huebner considère que la relation externe la plus importante est celle avec une petite startup nommée Oholoko qui produit des scènes cinématiques et les fins du jeu. Nihilistic Software rencontre également diverses entreprises d'animation par ordinateur mais leurs tarifs sont alors prohibitifs pour le budget du projet.

### Technologie

#### Nod Engine
Nihilistic Software étudie initialement des moteurs de jeu vidéo comme Id Tech 2 et Unreal Engine mais estime que ces moteurs, principalement conçus pour les jeux de tir à la première personne, ne correspondent pas suffisamment à son RPG et décide finalement de créer son propre moteur pour le développement de Vampire. L'équipe crée alors le Nod Engine que les développeurs peuvent adapter à leur guise pour le jeu en 3D et aux mécanismes du jeu de rôle,,. Nihilistic Software considère également que le développement de son propre moteur lui permettra de réutiliser librement le code lors de projets futurs ou d’en vendre la licence à d'autres entreprises, ce qui pourrait amener des profits.
Un prototype du Nod Engine est créé via l'API Glide parce que l'équipe estime qu'il sera plus stable au cours du développement, avec l'intention qu'une fois que le moteur serait plus complet, il serait déplacé vers un API plus général, visant à supporter un large éventail de matériel tels que Direct3D. Cependant, une fois le développement du moteur de base lancé dans Glide, les programmeurs focalisent leur attention sur le gameplay et les fonctionnalités. En juin 1999 lors de l'E³, Vampire, qui fonctionne toujours dans Glide, manque de quelques fonctionnalités de base que l'équipe avait besoin de démontrer à l'Electronic Entertainment Expo cette année-là. Lorsque l'équipe migre finalement le moteur sur Direct3D, une partie du code personnalisé construit pour compenser les limitations de Glide, notamment au niveau de la texture et de la gestion graphique, doit être abandonnée. Cette étape nécessite la réexportation de centaines de niveaux et de modèles pour le nouveau logiciel. Le changement tardif d'API réduit également le temps qui aurait pu permettre de tester la compatibilité du jeu sur une large gamme de matériel.
L'équipe se concentre alors sur le développement du jeu en se basant sur l'accélération matérielle pour éviter les problématiques liées au support d'un large éventail de systèmes, ce qui avait limité le développement du précédent jeu auquel les fondateurs de Nihilistic Software ont participé, Star Wars Jedi Knight: Dark Forces II (1997). Le moteur de jeu est finalement développé sur une période de dix à douze mois alors que le moteur graphique continue à évoluer tout au long du développement du jeu. Le Nod Engine permet d'afficher des effets météorologiques précis et soignés, éclair, pluie, tonnerre, soleil et ombres, ainsi que les cycles jour-nuit et saisonniers,.
Concrètement, le Nod Engine, présenté pour la première fois lors de l'Electronic Entertainment Expo de 1999, est capable d'afficher du brouillard volumétrique, des ombres en temps réel, de la saleté ou des taches de sang, des ondulations, de la fumée réaliste, du feu, de l'eau, des reflets, y compris ceux des miroirs, les levers et couchers de soleil, des ciels réalisés à partir de plusieurs couches. Il permet d'afficher des modèles de personnages extrêmement détaillés, des textures vives et des effets d'ombre et de lumière de très haute qualité.

#### QERadiantet Maya

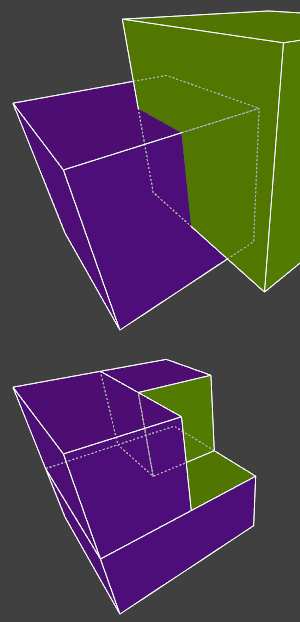
Objets 3D créés avec QERadiant. Les niveaux sont créés grâce au logiciel d'Id Software.

Les programmeurs suggèrent l'utilisation de 3D Studio Max pour le design artistique et le level design, ce qui économiserait de l'argent, en permettant à l'entreprise d'acheter une seule licence logiciel. Mais les artistes font pression contre ce plan, avec succès, estimant que laisser le soin à chaque équipe de choisir leurs logiciels pourrait leur permettre de travailler plus efficacement. Huebner déclare que cette décision a sauvé plus de fois le projet que toute autre décision prise au cours du développement. Les level designers choisissent QERadiant pour profiter de leurs expériences précédentes lors desquelles ils ont utilisé le logiciel en travaillant sur la série Quake d'Id Software. Id Software passe un accord de licence permettant à Nihilistic Software d'utiliser et de modifier QERadiant afin de créer un outil personnalisé pour ses environnements 3D. QERadiant étant un outil fini et fonctionnel, il permet aux level designers de commencer le développement des niveaux dès le début du projet puis de les exporter dans le Nod Engine plutôt que d'attendre jusqu'à six mois que Nihilistic Software développe un outil personnalisé ou que l'équipe apprenne la maîtrise d'un nouvel éditeur de niveau 3D. En vingt-quatre mois, les trois level designers construisent plus de cent environnements de jeu pour Vampire. L'équipe artistique, composée de quatre personnes et dirigée par Kraaijvanger, utilise Maya d'Alias Wavefront pour créer les éléments artistiques en 3D. La direction de Nihilistic Software veut cependant que Kraaijvanger utilise un outil moins coûteux mais cède finalement car le coût s'avère être moins important que prévu. Tout au long du projet, l'équipe artistique construit plus de 1 500 modèles en 3D,, dont les 115 modèles de personnages.

#### Java et son
Dès le début du développement, Nihilistic Software veut supporter l'édition du jeu par la communauté d'utilisateurs, ayant vu les avantages des apports de la communauté en travaillant sur d'autres jeux. L'équipe qui a travaillé sur Jedi Knight a déjà fait l'expérience de la création d'un nouveau langage de programmation personnalisé appelé COG ; si les résultats sont au rendez-vous, la perte de temps et de ressources est néanmoins très importante. Pour Vampire, elle veut intégrer un moteur de script déjà existant permettant aux utilisateurs de développer plus facilement le jeu au lieu de développer de nouveau son propre code, ce qui aurait duré plusieurs mois de développement supplémentaires. L'équipe teste différents langages, puis apprend qu'un autre studio, Rebel Boat Rocker, utilise le langage Java. Après des discussions avec Billy Zelsnak, le programmeur en chef de ce studio, Nihilistic Software décide d'expérimenter des essais avec Java, en ayant quelques connaissances. Le langage est intégré sans problème dans le moteur Nod Engine, fournissant un moteur de script normalisé et librement distribuable. Plusieurs designers sont alors formés pour utiliser Java afin de leur permettre de construire les plusieurs centaines de scripts nécessaires à la conduite de l'intrigue du jeu,.
Nihilistic Software fait également l’acquisition de licences de logiciels comme Blink pour la lecture des cinématiques ou la bibliothèque logicielle Miles permettant le mixage du son ou l'encodage en MP3.

### Conception
L'équipe de Nihilistic Software en a déjà fait l'expérience avec les jeux vidéo Star Wars : si un univers fictionnel est déjà connu du public, il n'est pas nécessaire d'en redéfinir tous les éléments, d'autant plus qu'une majorité du public connaît l'univers des vampires. Estimant que la plupart des joueurs se familiariseront avec les particularités de Vampire, l'équipe écrit le jeu en supposant que les joueurs n'auront pas besoin d'explications sur les éléments communs du genre de par la présence importante de la narration dans le jeu tout en leur permettant d'explorer les ajouts effectués à la mythologie de White Wolf. L'équipe choisit délibérément de proposer progressivement des éléments clés du jeu de rôle papier, incluant au fur et à mesure les luttes diverses entre les clans et l'immensité de l'univers du Monde des ténèbres pour éviter de submerger le joueur. Connaître le jeu de rôle papier n'est pas obligatoire pour jouer à Vampire, mais quelques détails subtils de licence sont introduits pour maintenir l'intérêt des hardcore gamer. L'équipe de Nihilistic Software modifie certaines des disciplines pour les rendre plus simples à comprendre : par exemple, dans le jeu de rôle papier, la discipline Protéisme permet de voir dans l'obscurité, de faire grandir les griffes, de se fondre dans le sol et de se transformer en animal, alors qu'elles sont incluses en tant que disciplines individuelles dans Vampire afin de les rendre accessibles instantanément au lieu d'imposer au joueur de sélectionner cette discipline et une autre sous-discipline,.
Nihilistic Software sait qu'il est impossible d'être fidèle en tout point au jeu de rôle papier original et élabore par conséquent un jeu vidéo qui est dans l'univers du Monde des ténèbres en y intégrant les marqueurs principaux tout en se demandant constamment ce que penserait un pure rôliste de Vampire. Par ailleurs, certains éléments du jeu de rôle papier se prêtent mieux au jeu multijoueur qu'à la campagne solo orientée action. Toutefois, White Wolf Publishing approuve totalement la retranscription du jeu de rôle papier sur ordinateur. Pour Ray Gresko, l'avantage de la licence du Monde des ténèbres reste l'importance de la trame de son univers régie par un nombre limité de règles. Il déclare également que quelques références ont pu l'inspirer : Diablo, The Legend of Zelda, Final Fantasy VII pour son histoire et ses cinématiques, Resident Evil et Half-Life pour leur représentation de l'horreur et tous les jeux de tir à la première personne de l'époque de la création du jeu (1999, 2000).
Le service artistique de l'équipe, comprenant cinq personnes ainsi que des intervenants externes, se base sur la totalité des ouvrages du Monde des ténèbres. En mai 1998, l'entreprise compte plus de cent descriptions détaillées de personnages. Ils dessinent à la main tous les modèles avant de les modéliser sur ordinateur. Une des difficultés a été de garder un  framerate élevé tout en affichant plusieurs personnages composés de 1 500 polygones en moyenne. Ray Gresko a donc mis en place un système qui permet d'afficher les modèles complets et détaillés quand la caméra est proche et des modèles moins définis quand la caméra s'éloigne. Un des premiers niveaux sur lequel l'équipe travaille est la ville de Prague ; or, à ce moment-là, le moteur du jeu est encore en développement et évolue beaucoup, ce qui contraint Steve Thoms et son équipe à modifier plusieurs fois ce niveau. Ils obtiennent des plans et des croquis de bâtiments de Prague et Vienne de l'époque médiévale afin de mieux représenter cette période et les lieux correspondants,. Les bâtiments et les paysages sont dessinés sur papier puis scannés pour être coloriés et retravaillés à l'écran. Cette technique permet de contribuer à l'harmonie de l'environnement du jeu.
Huebner déclare que l'équipe a eu du mal à se restreindre. Depuis le début de la création, l'équipe développe le jeu pour fonctionner sur des systèmes haut de gamme pour s'assurer que le projet final bénéficie de graphismes de haute qualité. En effet, si besoin était, il est plus facile de baisser le niveau des graphismes que de l'augmenter. Par ailleurs, l'équipe artistique s'est laissé allé à produire toujours plus de nouveaux contenus, ce qui a eu pour conséquence d'augmenter l'espace de stockage nécessaire à l'installation, jusqu'à environ 1 Go d'espace disque. En outre, les textures sont créées en couleur 32 bits, les modèles sont extrêmement détaillés, jusqu'à 1 000 à 2 000 triangles à niveau moyen, chacun étant éclairés par des lightmap en haute résolution.
Cependant, bien que programmé pour des ordinateurs haut de gamme, Vampire utilise des algorithmes pour réduire les modèles et pour pouvoir fonctionner sur des machines plus modestes. Mais malgré ces adaptations, Vampire et ses éléments artistiques très détaillés mettent à l'épreuve les systèmes de bas et milieu de gamme. Nihilistic Software désire inclure les versions 16 bits et 32 bits des textures et les différents niveaux de qualité sonore pour permettre aux joueurs de choisir les versions à installer mais le format CD-ROM n'offre pas suffisamment d'espace pour accueillir plus d'une version du jeu. Le produit fini tient sur un CD-ROM et certains contenus sonores ont été retirés pour pouvoir être adaptés aux capacités du format. Ceci contraint le jeu à utiliser une grande quantité de ressources matérielles et à limiter la capacité de le porter vers les plates-formes du type console qui sont plus limitées techniquement,.

#### Pathfinding

Deux chemins différents allant de A à B, dans un environnement à deux dimensions. Les problèmes de pathfinding ont été identifiés pendant le développement mais les petits ajustements sporadiques n'ont pu régler toutes les problématiques.

Les programmeurs remarquent rapidement que le pathfinding, les capacités de déplacement des personnages de taille variable dans l'environnement, est un problème. Huebner cite la difficulté à programmer la navigation des personnages dans un environnement dans lequel les level designers sont libres d'ajouter des escaliers, des rampes et tout autre objet en 3D. Les programmeurs apportent des solutions basiques qui évoluent par la suite dans le développement. Au moment où ils abordent correctement le problème, beaucoup de niveaux sont presque complets et présentent peu d'éléments que les programmeurs peuvent utiliser pour contrôler les mouvements. Les programmeurs ne travaillent pas assez avec les level designers qui ne fournissent que des informations concernant les sols sur lesquels les personnages peuvent se déplacer mais rien concernant les murs, les falaises ou les autres risques liés à l'environnement alors que toute l’équipe aurait dû travailler ensemble d'une part pour indiquer au moteur les endroits où il est impossible de passer, d'aller ou de se déplacer et d'autre part pour rajouter des restrictions d'espace dans les niveaux. Les solutions idéales, comme la création de zones que les personnages pourraient traverser, aurait pris trop de temps à ajouter rétroactivement dans la centaine de niveaux déjà créés. De ce fait, les programmeurs passent plusieurs semaines à apporter des petites corrections itératives pour gommer les erreurs évidentes de pathfinding et laissent les moins évidentes telles quelles.

### Multijoueur
Le mode multijoueur Conteur est conçu au début du cycle de développement. Dérogeant au match à mort typique et aux modes multijoueurs coopératifs, le mode Conteur contraint Nihilistic Software à développer une interface qui peut donner à un joueur, le conteur, assez de contrôle pour exécuter un scénario particulier et modifier les événements dans le jeu en temps réel sans les rendre, lui et ce mode particulier, trop complexes à comprendre pour le joueur moyen,. Une grande partie de la technologie est simple à mettre en œuvre, nécessitant des composants typiques de logiciels multijoueur qui permettent aux utilisateurs de se connecter les uns avec les autres. La tâche la plus grande demande le développement d'une interface qui peut fournir au conteur un contrôle sur les aspects d'un jeu multijoueur sans que cela devienne trop complexe. L'interface contient des listes d'objets, de personnages et d'autres ressources, ainsi que des options pour manipuler ces ressources. La plupart du temps accessible à l'aide d'une souris, les commandes les moins répandues et les plus avancées sont néanmoins réservées au clavier. Le mode Conteur est inspiré par les jeux d'aventure textuels Multi-user dungeon, des mondes multijoueurs virtuels en temps réel dans lequel les utilisateurs les mieux classés peuvent manipuler l'environnement du jeu et créer dynamiquement des aventures,.
Cependant, par manque de temps, l'équipe est obligée d'annuler le développement d'une partie du mode multijoueur : la campagne solo jouée en équipe en ligne. L'option est remplacée par deux scénarios multijoueurs personnalisés utilisant des niveaux du mode solo. Le manque de temps nécessaire pour développer le jeu multijoueur originellement pensé fait suite à une mauvaise appréciation de la conception du jeu : quand l'équipe programme le mode solo et les quelques scripts en Java qu'il utilise, elle ne prend pas assez en compte le côté multijoueur. Nihilistic Software aurait dû réécrire tout le code du mode solo pour en permettre l'adaptation au mode multijoueur, ce qui n'a pas été possible,.

### Retard de production
Dès le départ, l'équipe veut faire un grand et ambitieux jeu de rôle, un jeu qui va révolutionner le genre, mais elle est limitée par le budget et le calendrier de sortie. Le jeu, d'abord prévu pour la fin de l'année 1999, est par la suite prévu pour mars 2000, mais Nihilistic Software évalue mal la quantité de travail nécessaire pour construire un RPG de toutes pièces avec deux époques et quatre villes différentes. L'équipe est réticente à supprimer tout contenu, comme l'une des périodes temporelle, la partie multijoueur ou une partie de la conception, et décide de décaler la date de sortie d'origine de mars 2000 à juin de la même année. L'équipe diminue également l'étendue du mode multijoueur proposé dans la démo du jeu et annule la sortie prévue d'une démo interactive prévue quelques mois avant la sortie du jeu.
Le rallongement des délais permet cependant à Nihilistic Software de conserver la plupart des caractéristiques prévues mais contraint à supprimer la possibilité de jouer toute la campagne solo en équipe en ligne, retrait compensé par l'ajout de deux scénarios multijoueurs, construits en utilisant des niveaux du mode solo. Huebner déclare qu'ils n'ont pas correctement prévu le mode multijoueur lors de la construction des scripts Java pour le jeu en solo : les scripts ne fonctionnent pas efficacement en mode multijoueur.

### Bilan
La phase de fabrication de Vampire débute le 30 mai 2000. Développé sur une période de 24 mois, Vampire, comporte 300 000 lignes de code et 66 000 lignes pour les scripts Java,. Les journalistes peuvent essayer une démo à l'E3 1999 puis une version bêta avancée mais non finie fin mars 2000 dans laquelle ils peuvent jouer à quelques niveaux, non reliés entre eux, sans cinématique ni possibilité de sauvegarde,. En janvier 2000, Nihilistic Software annonce qu'ils cherchent un studio pour porter le jeu sur la console de jeux vidéo Sega Dreamcast mais cette version n'a jamais été développée. Annoncé la veille, Nihilistic Software procède au lancement de la bêta test fermée de Vampire le 18 février 2000, les joueurs triés sur le volet devant jouer un minimum de dix heures par semaine et déceler les éventuels dysfonctionnements. Nihilistic Software annonce le 18 septembre 2000 que le moteur Node Engine est disponible à la vente pour des entreprises tierces.
Quelques fonctionnalités sont ajoutées au moteur de jeu seulement quelques semaines avant l'arrêt du développement et des tests finaux mais ne sont quasiment pas utilisées dans le jeu, faute de temps. Des ajouts ont tout de même été effectués avant la sortie, comme une nouvelle implémentation de la gestion des ombres, et l'équipe prévoit de déployer les nouvelles fonctionnalités lors d'une future mise à jour.
Robet Huebner estime malgré tout que le développement n'aurait jamais été meilleur. Il regrette cependant que la sortie de Vampire ait eu lieu la même année que celle de Diablo II. Pour lui, le développement s'est déroulé tout en douceur, sans conflit ni gros problèmes, estimant que l'un des atouts de l'équipe a été de pouvoir se focaliser exclusivement sur ce jeu au sein même de l'entreprise. Il ajoute également que l'avantage d'avoir eu une équipe centrée sur un seul projet est un gage d'arriver à livrer un jeu de qualité.

## Bande sonore

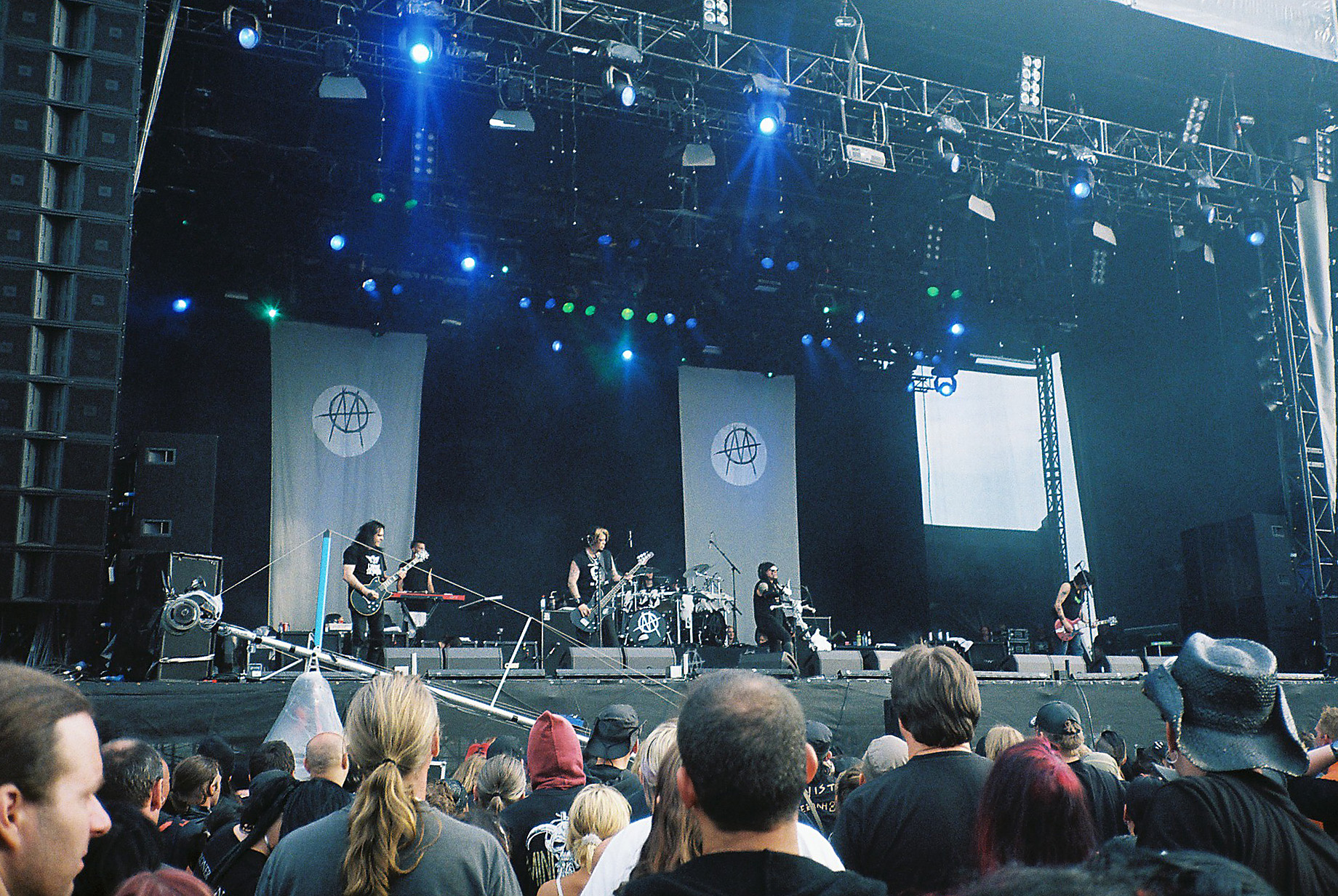
Ministry, sur scène en 2006 au festival de musique gothique M'era Luna, fait partie de la bande sonore du jeu.

Le volume sonore du doublage, des voix et de la bande originale varie en fonction de la situation : si la phase de jeu est calme, les bruitages et la musique sont légers, alors qu'en plein combat, le son est plus élevé,,.
Les bruitages reflètent le moindre mouvement, comme le bruit des pas sur le sol, le craquement d'une branche, le bruit des intempéries, l'écoulement d'une rivière, le bruit d'une torche qui brûle, le bruit de rats ou le bruit des armes,,. Ils sont réalisés par Nick Peck qui a enregistré 50 % des bruitages alors que l'autre partie, comme les bruits de métro ou des explosions, est issue de bases de données déjà existantes.
Plusieurs milliers de répliques pour plus de cent personnages sont numérisées. Le doublage de la version française est réalisée par l'entreprise française ExeQuo, située à Paris, en collaboration avec une trentaine de traducteurs indépendants et des comédiens choisis dans une réserve de plus de 350 voix.
La bande originale, signée par divers artistes, est composée de chansons de Type O Negative, Gravity Kills, Ministry, Darling Violetta, Cubanate, Primus, Youth Engine, et Kevin Manthei. Le CD Vampire The Masquerade: Redemption - Limited Edition Soundtrack - Music to Feed By. est inclus dans la version Collector's Edition de Vampire,. Kevin Manthei compose les musiques jouées durant les phases de jeu se déroulant au XIIe siècle tandis que le duo Youth Engine crée la partition des phases de jeu du monde moderne. Deux styles différents coexistent sur plus d'une heure de musique originale, reflétant chaque période. Les niveaux du XIIe siècle offrent des mélopées médiévales tristes avec une musique d'inspiration classique, quelques voix gothiques donnant une ambiance religieuse auxquelles se mêlent des instruments à cordes et des cors. Les niveaux du XXe siècle quant à eux proposent des musiques électriques, techno, métal, sombres et glauques, dominées par les basses et agrémentées de samples,,,.
| No  | Titre                | Auteur           | Durée |
| --- | -------------------- | ---------------- | ----- |
| 1.  | Creepy Green Light   | Type O Negative  | 6:55  |
| 2.  | Redemption Theme     | Kevin Manthei    | 2:02  |
| 3.  | Bleed                | Youth Engine     | 3:55  |
| 4.  | Guilty               | Gravity Kills    | 4:01  |
| 5.  | Revive               | Youth Engine     | 4:15  |
| 6.  | Bad Blood            | Ministry         | 4:58  |
| 7.  | Prague Ardan Chantry | Kevin Manthei    | 1:31  |
| 8.  | I Want To Kill You   | Darling Violetta | 6:14  |
| 9.  | Real Hi              | Youth Engine     | 2:48  |
| 10. | Dark Ages Boss 2     | Kevin Manthei    | 1:36  |
| 11. | Hinterland           | Cubanate         | 6:08  |
| 12. | Tenebrae             | Youth Engine     | 2:50  |
| 13. | Electric Uncle Sam   | Primus           | 2:56  |

## Commercialisation
Vampire : La Mascarade - Rédemption sort sur PC sous Windows le 7 juin 2000 aux États-Unis et à partir du 30 juin en Europe. Le jeu sort en version normale et en version Collector's Edition aux États-Unis ; cette dernière version comprend le jeu, une édition reliée et limitée du Livre de Nod chroniquant le premier livre Vampire : La Mascarade, un pendentif à l'effigie de la Camarilla, le guide stratégique officiel du jeu édité par BradyGames, une jaquette de boitier CD alternative et la bande originale du jeu. La version Collector's Edition allemande Vampire: Die Maskerade - Redemption - Limitierte Edition bénéficie également d'un packaging spécial avec une boite en forme de cercueil de près de 80 cm de haut et comportant un tee-shirt à l'effigie de Vampire.
Vampire est évalué SELL 16+, USK 12, ELSPA 15+, OFLC M15+ en Australie et ESRB M.
Au cours de la première semaine d'exploitation aux États-Unis, la version normale de Vampire se place au troisième rang des ventes derrière Les Sims et Qui veut gagner des millions ? Seconde Édition et les ventes de la Collector's Edition placent le jeu en cinquième position la même semaine.
Nihilistic Software publie également Embrace le 22 juin 2000, un éditeur de niveau avec un accès au code du jeu pour permettre aux utilisateurs de modifier les niveaux et des scripts.
Le 4 février 2010, Vampire : La Mascarade - Rédemption est disponible en téléchargement légal en version anglaise pour PC sur Windows sur le site GOG.com. À cette occasion, le jeu a été évalué PEGI 18. Le jeu a également été réédité par Activision au Royaume-Uni dans sa collection Xplosiv et en Allemagne par AK Tronic Software & Services sous la marque Green Pepper: Best Entertainment.

## VersionMac
Le 7 février 2001, après la sortie de la version PC, MacSoft Games, qui a acquis la licence pour l'édition de Vampire sur Mac, annonce que l'entreprise est en train de développer une version du jeu pour Mac OS en collaboration avec l'entreprise Varcon Systems, connue pour avoir porté des jeux sur Mac comme Stronghold ou Civilization II. Le 18 octobre 2001, Macsoft Games annonce que la fabrication de Vampire est lancée. Vampire : La Mascarade - Rédemption sort le 8 novembre 2001 en anglais uniquement. Il est évalué ESRB M.
La version Mac permet le jeu en ligne jusqu'à quatre joueurs via GameRanger,.

## Contenu additionnel

### Mise à jour
Critiqué dès sa sortie, notamment pour son système de sauvegarde, Vampire : La Mascarade - Rédemption bénéficie d'une unique mise à jour vers une version 1.1 réalisée par Nihilistic Software. Cette mise à jour sort le 19 juillet 2000 en réaction aux plaintes, commentaires et demandes des joueurs,,. Annoncée le 8 juin 2000, Rob Huebner indique qu'elle permettra de sauvegarder la progression du joueur n'importe où et à n'importe quel moment alors que dans la version vendue jusqu'alors, les sauvegardes ne sont effectuées qu'aux changements de niveaux, ce qui oblige parfois à rejouer des heures de jeu. Le deuxième apport important est la possibilité de mettre le jeu en pause durant un combat,, ce qui permet de lancer des ordres, des sorts ou gérer les personnages de la coterie pendant ce même combat. Par ailleurs, un problème de bande passante réseau du mode multijoueur est corrigé, ce qui permet de mieux gérer le jeu via les modems 28,8 et 56 kbit/s. La mise à jour permet également de déplacer les personnages non-joueurs et de gérer leurs statistiques et modifie légèrement l'IA, ce qui permet aux membres de la coterie de gérer plus intelligemment leur réserve de sang. Elle apporte également un peu plus de 35 corrections de divers bugs et diverses modifications mineures.

### Embraceet mods
Robert Huebner annonce le 30 mai 2000 que l'éditeur de niveau ne sera pas disponible lors de la sortie du jeu le 7 juin 2000 mais précise qu'il devrait pourra être livré peu de temps après. Nihilistic Software publie donc Embrace le 22 juin 2000, un éditeur de niveau avec un accès au code du jeu pour permettre aux fans de modifier les niveaux et les scripts,. Celui-ci est basé sur QERadiant, l'éditeur de niveau de Quake, utilisant un dérivé du langage Java appelé Codex scripting language ; il permet des modifications importantes et de créer des niveaux multijoueur du mode Conteur,. Cependant, la complexité du langage de script en Java et de son système de level design a conduit à la disparition prématurée de la communauté de moddeur de Vampire : La Mascarade - Rédemption.
Néanmoins, de très nombreux mods ont été créés pour Vampire comme WoD Mod ou Within the Darkness.

## Réception
Vampire : La Mascarade - Rédemption reçoit un accueil mitigé de la part de la presse spécialisée. Les sites d'agrégation de critiques GameRankings et Metacritic donnent des moyennes respectives de 75 % sur 33 critiques et de 74 % sur 22 critique),. Les journalistes comparent largement Vampire à Diablo, Deus Ex, Darkstone et à la série des Final Fantasy,,,. La version Mac reçoit également un accueil mitigé : alors que Brian Rumsey du site Inside Mac Games lui donne une note de 7,75/10, l'équipe du magazine britannique Edge ne lui attribue qu'un 4/10.
Selon Paul Mallinson, rédacteur de PC Zone, si le cinéma a su mettre en scène le monde des vampires jusqu'en 2000, l'industrie du jeu vidéo ne peut pas en dire autant, malgré quelques jeux comme Nosferatu sur Super Nintendo en 1994, Dracula de CLR sur ZX Spectrum en 1986 ou Legacy of Kain qui n'arrivent pas à la hauteur de leurs modèles sur grand écran. Cependant, l'arrivée de Vampire : La Mascarade - Rédemption, basé sur la franchise Vampire : La Mascarade, change la donne. Mark Hill, également rédacteur de PC Zone, estime normal que Vampire ne fasse que très peu peur, étant donné que le héros est lui-même un monstre alors que si l'on considère Resident Evil 2 par exemple, la peur vient du fait d'être humain et de devoir survivre face à des zombies. Brett Todd, journaliste de Computer Gaming World, rédige une critique assassine dans laquelle il estime que Vampire est une débâcle insipide et répétitive et l'un des jeux les plus stupides et décevants auxquels il ait jamais joué. Il juge également que la retranscription de l'univers du Monde des ténèbres a autant de profondeur qu'un jeu Pokémon joué dans un jardin ensoleillé avec un enfant de huit ans, bien loin de l'univers gothique urbain, à la sexualité sombre, du jeu de rôle original. Richard Robin, journaliste à PC Jeux, rejoint Brett Todd et estime les interactions politiques et autres trahisons rythmant la vie nocturne du jeu de rôle papier sont absentes du jeu vidéo mais fait remarquer que son gameplay ne s'y prête pas, étant plus orienté action-aventure que jeu vidéo de rôle.
Les graphismes du jeu ont quasi-unanimement reçu des louanges. Johnny_B, rédacteur de GameRevolution les estime brillants et parmi les meilleurs dans le monde du jeu vidéo jusqu'alors ; pour Daniel Erickson, rédacteur de Next Generation, ce sont également les meilleurs de tous les RPG sur PC,. Benjamin E. Sones, rédacteur de Computer Games Magazine, décrit Vampire comme le jeu PC le plus attrayant de l'époque. Carl Salminen, d'Ars Technica, déclare que c'est le jeu le plus beau à voir et à regarder depuis The Last Express en 1997 et Michael Wolf, rédacteur de PC Gamer, écrit : There has never been a more beautifully created RPG. (« Aucun jeu vidéo de rôle aussi beau n'a jamais été créé. »). Le level design et les environnements sont salués pour leur niveau de détails tout comme l'esthétique des effets météorologiques qui comporte des détails soignés, arrivant à produire une ambiance sombre,. Les critiques font également des commentaires positifs sur les effets d'éclairage du jeu. À l'inverse, la beauté du jeu n'empêche pas Todd de dénoncer des visuels superficiels et n'arrivant pas à mettre l'accent sur les éléments d'horreur du jeu. Il critique également la qualité du positionnement des caméras en vue à la troisième personne, limitant la vision à la zone regardée par le joueur et ne lui permettant pas de regarder vers le haut.
Le scénario reçoit des critiques mitigées ; si certains l'estiment fort et doté de bons dialogues, d'autres le trouvent pauvre,. Johnny_B et Todd qualifient les dialogues de pauvres, potaches et souvent trop longs et verbeux ; Todd va jusqu'à écrire que certains discours deviennent « une gêne atrocement longue » qui n'a que pour effet de retarder le retour du joueur dans le jeu,,. D'autres critiques estiment qu'en dehors des films et des romans, le jeu offre l'histoire la plus riche et la plus captivante qui puisse être et qu'elle est plus originale que la plupart des RPG d'alors,,. Sones critique la linéarité de l'histoire et déclare que les quelques choix de dialogues disponibles pour le joueur n'ont aucun impact réel sur la narration. Todd le rejoint en indiquant que son scénario trop linéaire empêche de considérer Vampire comme un vrai RPG parce qu'il manque d'interaction avec de nombreux personnages et que l'absence d'impact des décisions du joueur sur l'histoire donne l'impression qu'il n'est pas en train de construire des personnages mais plutôt de les amener aux différentes étapes de l'histoire. Pour Wolf, la linéarité du jeu reste un défaut même si Vampire garde une narration concise et convaincante.
La bande son de Vampire reçoit également un accueil partagé. La critique apprécie et déplore diversement le doublage. Johnny_B et Sones estiment que le doublage est relativement bon alors que Todd trouve les voix inappropriées, en particulier les voix européennes du XIIe siècle qui sonnent comme celles d'américains modernes ; il estime cependant que la partie se déroulant dans le monde moderne comporte de meilleurs doublages,,. Salminen précise que le jeu d'acteur est irrégulier mais reste tout de même meilleur que celui de Deus Ex. Les effets sonores météorologiques, les autres bruitages et la musique mélancolique se mélangent bien et permettent d'immerger le joueur dans l'univers du jeu. Todd en regrette néanmoins la qualité parfois médiocre,. Brian Federici, rédacteur du site PC Gameworld, estime qu'il n'a pas entendu un environnement sonore aussi bon depuis longtemps : pour lui, la musique de chaque salle permet au joueur de savoir quel type d'action va se produire et il l'estime toujours adaptée au lieu. Richard Robin, journaliste à PC Jeux, juge les bruitages pertinents mais trouve les cris de la coterie lassants après quelques heures de jeu.
Dunadan, journaliste de Jeuxvideo.fr, estime la prise en main facile pour un habitué des RPG mais la juge compliquée pour les néophytes, principalement à cause de l'absence d'un didacticiel. Pour lui, le guide officiel est de très bonne facture et compense ce manque mais certains aspects du jeu restent obscurs.
La plupart des critiques négatives de Vampire portent dès sa commercialisation sur des problèmes d'ordre technique qui réduisent la qualité de l'expérience de jeu ou qui le rendent carrément injouable. Plusieurs testeurs font remarquer que dans la première version, l'impossibilité de sauvegarder la progression à tout moment dans le jeu peut, en cas de mort ou de problème technique, obliger le joueur à recharger une sauvegarde précédente puis à réaliser le même parcours parfois jusqu'à 30 minutes de jeu. Todd considère ces répétitions comme particulièrement frustrantes,,. Erickson, qui note le jeu 3/5, estime que Vampire n'est qu'à quelques patches de la meilleure note à cause des problèmes techniques. Le test de PC Gamer comporte même des instructions sur des codes de triche qui permettent de pallier certains des défauts techniques.
Les combats sont également critiqués. Mallinson estime que les combats sont basés sur le même système de jeu que celui utilisé par Squaresoft dans Final Fantasy VII. Erickson trouve que les combats deviennent un vrai fouillis dès que les alliés sont impliqués, en partie en raison de la mauvaise qualité de l'intelligence artificielle qui leur fait utiliser abondamment des disciplines puis qui deviennent faibles en sang. L'IA est jugée insuffisante pour le jeu : les problèmes de pathfinding laissent les alliés se coincer dans les décors et sur les objets ou même les uns contre les autres pendant les combats ; les compétences les plus coûteuses sont utilisées sur les ennemis, y compris ceux qui ne représentent pas une menace importante ; les alliés sont difficiles à maintenir en vie durant les batailles,,,. Les ennemis sont également critiqués, soit parce qu'ils ne remarquent pas le personnage jouable dans des circonstances évidentes, soit parce qu'ils ne répondent pas aux attaques qu'ils subissent. Cependant, Desslock, rédacteur de Computer Gaming World, estime l'IA meilleure que celle d'Ultima IX: Ascension. Sones estime que Vampire est « un peu plus qu'une aventure hack-and-slash » et que l'accent est mis sur le combat, contrairement au premier jeu de la série de jeux de rôle papier, Vampire : La Mascarade où l'intrigue politique et l'interaction sociale ont un rôle beaucoup plus important,. Salminen trouve les combats amusants au premier abord mais très répétitifs, devenant donc une corvée pour les missions suivantes du jeu, et remarque que chaque donjon ennemi est composé de quatre niveaux remplis d'ennemis identiques. Erickson Next Generation craint que le nombre d'ennemis et la difficulté pour les vaincre soient souvent synonymes pour le joueur de fuite ou de mort. La répétitivité des combats est également critiquée par d'autres journalistes qui n'apprécient pas de devoir cliquer plusieurs fois sur les ennemis jusqu'à ce qu'ils meurent ou de s'enfuir si le personnage jouable est sur le point de mourir alors que des vagues interminables d'ennemis surviennent,. Les disciplines sont considérées comme utiles, permettant d'ajouter de la variété au combat, mais les batailles restent trop courtes, l'impossibilité de mettre le combat en pause pour donner des ordres ne permettant pas l'utilisation tactique d'un large éventail de pouvoirs,.
L'équilibre des armes est décrié par Johnny_B. Il estime les fusils et pistolets moins efficaces que les armes de mêlée, ce qui pose un réel problème durant l'ère moderne. Pour Tom Bramwell, journaliste du site Eurogamer, les armes modernes sont peu puissantes et trop spécialisées.
Johnny_B déclare que le mode multijoueur est une révélation et justifie à lui-seul l'achat du jeu. Sones l'estime novateur et pense qu'il peut être développé dans de futurs jeux,. Wolf estime que le mode multijoueur est le facteur rédempteur du jeu même si Vampire reste entaché par des bugs. Le journaliste de Joypad juge le mode multijoueur comme la partie la plus intéressante du jeu, avec une vraie structure de jeu de rôle plateau : un conteur qui dirige les joueurs. Richard Robin, journaliste de PC Jeux, estime cependant que le mode conteur nécessite une adaptation et l'utilisation de la notice tant sa prise en main est difficile, des manœuvres complexes étant à effectuer.

## Postérité

### Récompenses
Lors du Game Critics Awards de 1999, Vampire : La Mascarade - Rédemption est désigné comme le meilleur RPG, devant le jeu de tir à la première personne orienté jeu de rôle Deus Ex. À ce titre, le site web The Adrenaline Vault place Vampire dans son Best of E3 sur PC, Gamespot dans son Top 10 to Watch et PC Gamer Online dans son classement RPG ; par ailleurs, le site web Gameprix.com le désigne Best Overall Games tandis qu'il devient Best RPG pour les sites IGN, E3.net et Voodoo extreme,,.
En juillet 2006, le magazine PC Powerplay place la version Collector's Edition allemande Vampire: Die Maskerade - Redemption - Limitierte Edition en 5e position de son top 10 des meilleurs packaging : cette version bénéficie en effet d'un packaging spécial, la boite étant en forme de cercueil de près de 80 cm de haut.
En 2014, le site web Gameranx liste le jeu dans les 22 meilleurs jeux de vampires de tous les temps.

### Suites et univers

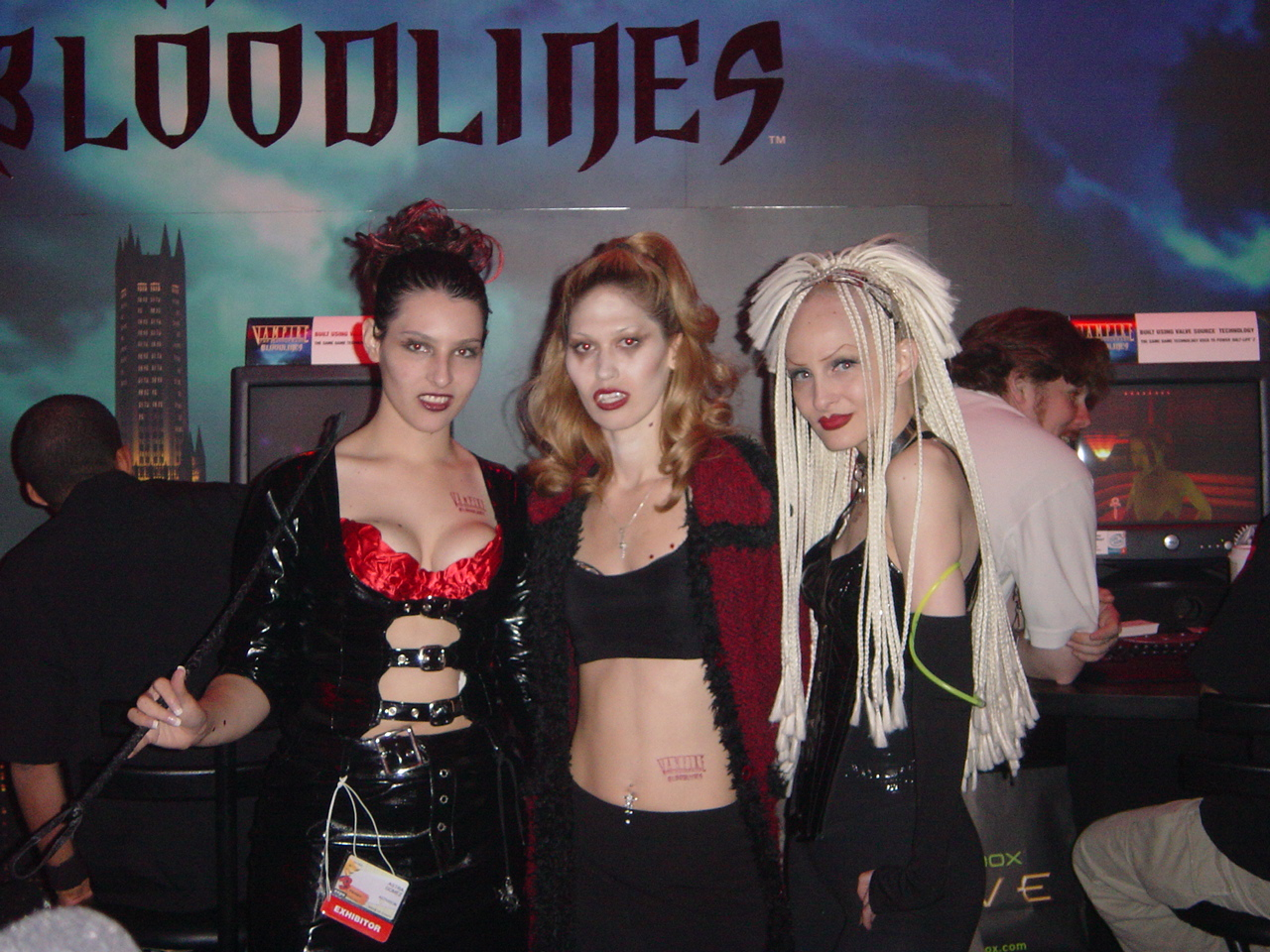
Trois cosplay officiels de plusieurs clans issus du jeu Vampire: The Masquerade - Bloodlines lors de l'E3 2003.

Vampire : La Mascarade - Rédemption bénéficie d'une suite développée par Troika Games et éditée par Activision en novembre 2004 : Vampire: The Masquerade - Bloodlines. Cette suite indirecte partage le même univers fictionnel,.
Le 29 octobre 2015, Paradox Interactive annonce le rachat complet des licences White Wolf Publishing auprès de CCP pour 1,2 million de dollars. En février 2019, Paradox tease le lancement d'une éventuelle nouvelle suite qui pourrait être annoncée le 21 mars 2019, jour d'ouverture de la Game Developers Conference à San Francisco,. La sortie du jeu en 2020 Vampire: The Masquerade - Bloodlines 2 est confirmée le 22 mars 2019 par Paradox Interactive sur PC (Windows), PlayStation 4, Xbox One, lors de la GDC 2019.
Le 16 février 2017, White Wolf Publishing publie World of Darkness Preludes: Vampire and Mage sur PC (Windows, notamment temporairement sur Steam), Mac et Linux, un jeu vidéo composé de deux fictions interactives se déroulant uniquement sous forme de messages téléphoniques. La première appelée Vampire: The Masquerade - We Eat Blood and All Our Friends Are Dead, écrite par Zak Smith et Sarah Horrocks, prend place dans l'univers Vampire : La Mascarade, et la seconde titrée Mage: The Ascension - Refuge est adapté de Mage : L'Ascension. Les deux fictions sont accessibles séparément sur iOS et Android,,.
D'autre part, le 15 mai 2019, Big Bad Wolf Studio (qui a notamment développé The Council) annonce être en train de créer une autre adaptation du jeu de rôle. Intitulé Vampire: The Masquerade, ce RPG orienté narration afin de se rapprocher de la version papier, sera dévoilé en août 2019 lors de la Gamescom. En outre, un autre jeu orienté narration intitulé Vampire: The Masquerade - Coteries of New York est dévoilé le 4 juin 2019. Prévu sur PC et Nintendo Switch pour le dernier trimestre 2019, il est développé par le studio Draw Distance et met en scène la Camarilla et les Anarchs sur une toile de fond New Yorkaise.